# Петар Матавуљ
Петар Матавуљ (1892 — 1948) био је универзитетски професор и први декан Фармацеутског факултета Универзитета у Београду од 1945. до 1946. године.
Оснивач је института за хемију Медицинског факултета у Београду који је по њему носи назив Институт за хемију у медицини „Проф. др Петар Матавуљ”.

## Биографија
Петар Матавуљ је рођен 1892. године у Шибенику у Аустроугарској, на територији данашње Хрватске. У Задру је учио шест разреда гимназије, а матурирао је у Загребу 1908. године. Завршио је Медицински факултет у Бечу 1914. године, а потом је био асистент на Хемијском  одсеку Техничког факултета у Ахену 1915. и Хемијском и Физичком институту Универзитета у Лозани 1915—1923. У том периоду завршио је и Филозофски факултет и положио докторски испит из физичке хемије.
Оснивач је Института за хемију Медицинског факултета у Београду 1923. године чији је био и први управник све до своје смрти 1948. године. Био је хонорарни наставник хемије све до 1930. када је изабран за ванредног, а 1940. за редовног професора Медицинског факулета. Професор Матавуљ је поред тога био је старешина Фармацеутског одсека Медицинског факултета од 1939. до 1941. године.
За време окупације, од 1941. до 1944. године, извесно време је био заточен у логору на Бањици, после 1945. постаје в. д. декана Медицинског факултета, а касније први декан Фармацеутског факултета у Београду. Био је професор хемије на Медицинском, Фармацеутском и Ветеринарском факултету у Београду. Преминуо је 1948. године у Београду.

## Одабрани радови
Публиковао је више од двадесет научних радова и написао уџбеник Органска хемија 1946. године.
Одабрани радови:
- Матавуљ, П.: Утицај асоцијације на индекс преламања течних смеша. Бинарни системи хинолина и органских киселина. Гласник хем. друштва 1939; 10(1–2): 25–33.
- Матавуљ, П., Хојман, Ј.: Утицај асоцијације на индекс преламања течних бинарних система пиридина са органским киселинама. Гласник хем. друштва 1939; 10(1–2): 43–49.
- Пушин, Н.А., Матавуљ, П., Риковски, И.И., Ненадовић, М.: Индекс преламања течних смеша V. Системи са мрављом киселином. Гласник хем. друштва 1947; 11(3–4): 72–80.
- Пушин, Н.А., Матавуљ, П., Риковски, И.И.: Индекс преламања течних смеша VI. Системи толуола с аминима и фенолима. Гласник хем. друштва 1948; 13(1–2): 38–44.
- Пушин, Н.А., Матавуљ, П., Риковски, И.И.: Индекс преламања течних смеша VII. Смеше анилина са фенолима. Гласник хем. друштва 1948; 13(1–2): 45–49.